# Фелипе Алфау
Фелипе Алфау (1902–1999) био је амерички писац и песник рођен у Шпанији. Попут савременика, Луиђија Пирандела и Флена О'Брајена, Алфау је претеча касније постмодерне којој припадају писци као што су Владимир Набоков, Томас Пинчон, Доналд Бартелми, и Гилберт Сорентино.

## Биографија
Рођен у Барселони, четрнаестогодишњи Алфау емигрира с породицом у Сједињене Америчке Државе, где је живео до краја живота. Алфау је радио као преводилац; његова ретка фиктивна и поетска дела остају непозната за живота.
Алфау је написао два романа на енглеском језику: Локос: Комедија гестови и Chromos. Локос — метафиктивну збирку повезаних прича смештену је у Толеду и Мадриду, представљајући неколико ликова који не подлежу жељама свог аутора, пишу своје приче, па чак и преузимају улоге једни других — објавио је издавач  Farrar & Rinehart 1936. године. Роман, за који Алфау је плаћени $250, добио је похвале критичара, али мало пажње. Роман је поново објављен 1987. године, када је Стивен Мур, тада уредник мале издавачке куће Dalkey Archive Press нашао књигу на уличној продају у Масачусетсу, прочитао је и ступио у контакт с Алфауом преко пријатеља који је нашао његов број телефона у телефонском именик Менхетна. Друга инкарнација романа била је умерено успешна, али је Алфау одбио приходе, налажући издавачу да употреби приходе у финансирању неког другог необјављеног дела. Када га је Стивен Мур упитао да ли је написао и друге књиге, Алфау је представио рукопис за Chromos, који су стајао у фиоци од 1948. године. Chromos, комична прича шпанских емиграната у САД која се бори с двема културама, номинована је за националну књижевну награду 1990. године.
Алфау је такође написао књигу песама на шпанском, Сентименталне песме (La poesía cursi), написане између 1923. и 1987. године и објављене у двојезичном издању 1992. године; као и књигу дечијих прича, Старе приче из Шпаније, објављене у 1929. години.
Локос, Chromos и старе приче из Шпаније су преведене на шпански језик и објављена у Шпанији током 1990-их година.